# Pietismo

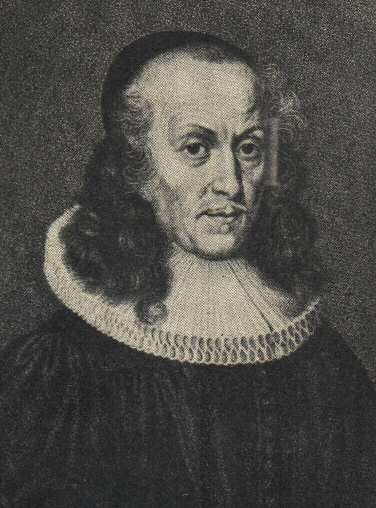
Filipp Jakob Spener, fundador del pietismo.

El pietismo fue un movimiento de avivamiento espiritual entre los luteranos promovido por Philipp Jakob Spener durante el siglo XVII y que se desarrolló notablemente en el siglo XVIII con personajes como August Hermann Francke y Nikolaus Ludwig, conde de Zinzendorf. Demostró ser muy influyente, y desempeñó un gran papel en la formación de filósofos y escritores, pues influyó notablemente a autores como Immanuel Kant, Johann Georg Hamann, Gotthold Ephraim Lessing y Friedrich Hölderlin.
El movimiento comenzó en Leipzig, en casa de Spener en la década de 1680, con reuniones que se asemejaban más a conferencias; se las llamaba Collegia pietatis ("asambleas piadosas"), y en ellas los laicos se reunían para orar y estudiar las Sagradas Escrituras. Progresó rápidamente, de modo que en Alemania tuvo arraigo en primera instancia en Berleburg gracias al conde Casimir von Wittgenstein. En dicha ciudad se publicaría la Biblia de Berleburg a manos del erudito y lingüista Johann Haug. El movimiento también se extendió por Berlín, Augsburgo y, especialmente, Halle, Wurtemberg y Alsacia. En el extranjero el movimiento llegó a las colonias británicas de Norteamérica en una fecha tan temprana como 1719, gracias a Alexander Mack, que lleva el movimiento a Pensilvania.
El pietismo daba más importancia a la experiencia religiosa personal de Cristo que a la rutina del culto y enfatizaba la lectura y estudio de la Biblia. Defiende el principio del sacerdocio de todos los creyentes, de manera que no solo los pastores podían dirigir la lectura en grupo de la Biblia, sino laicos sin formación teológica. El conde Zinzendorff Hernuk fue el fundador del grupo pietista de los «Hermanos Moravos», que especialmente promovió el comienzo y la rápida expansión de iniciativas misioneras.
La naturaleza de la creencia pietista atrajo a muchas mujeres académicas. Las comunidades pietistas ofrecieron a estas mujeres la libertad y refugio que no tenían en la burguesía. A pesar de que el pietismo da importancia a la sensibilidad y contiene un gran número de ideas humanistas no está relacionado con este movimiento. Fue un movimiento paralelo a la Ilustración, convirtiéndose incluso en su adversario.
El pietismo fue crítico del dogmatismo excesivo y del énfasis en la institución eclesiástica sin una vivencia interior. La oración personal y compartida era considerada más relevante que la liturgia.
En el siglo XVIII, la relación entre las mujeres y el pietismo fue el tema principal de algunos textos satíricos. La escritora Luise Gottsched escribió una obra de teatro cómica llamada Die Pietistery im Fischbein-Rocke, inspirada en otra obra francesa de la misma temática.
Modernamente, autores como el pastor John F. MacArthur en su libro El poder de la integridad, sostienen que el pietismo es una perspectiva de santificación basada en que el perfeccionamiento espiritual depende completamente de las personas. Para MacArthur, aunque el pietismo tenía muchas características buenas (enfatizaba la oración, el estudio de la Biblia, la práctica de las buenas obras y la autodisciplina), en realidad tenía la tendencia a la pérdida del equilibrio al sobreenfatizar el esfuerzo personal.
Para MacArthur los que se adhieren a la perspectiva pietista creen que el cristiano debe utilizar todo el tiempo sus energías en su búsqueda de la santidad. Sus proponentes enfatizan versículos tales como la Segunda epístola a los corintios: «Limpiémonos de toda contaminación de carne y de espíritu, perfeccionando la santidad en el temor de Dios», y afirman que tal limpieza es una tarea que sólo corresponde a las personas, minimizando, o sin reconocer, la labor de santificación progresiva del Espíritu Santo.
Según MacArthur, este énfasis tan fuerte en el esfuerzo espiritual personal, acompañado de constantes recordatorios de que la fe salvadora debe llevar a las obras, conduce a una de estas dos respuestas pecaminosas: "Si nuestros esfuerzos tienen éxito, experimentaremos un orgullo carnal motivado por el triunfo: si fracasamos, nos desesperaremos porque entonces no tendremos a nadie hacia quien volvernos en busca de ayuda, ya que Dios no forma parte de este proceso".

## Creencias
Los luteranos pietistas se reúnen en conventículos "aparte del Servicio Divino para alentarse mutuamente en la piedad". Creen "que cualquier verdadero cristiano podría remontarse en su vida a una lucha interna con el pecado que culminó en una crisis y, en última instancia, en una decisión de comenzar una nueva vida centrada en Cristo". Los luteranos pietistas enfatizan seguir "los mandamientos divinos bíblicos de los creyentes para vivir una vida santa y esforzarse por una vida santa, o santificación".

## Historia
Como precursores de los pietistas en el sentido estricto, se habían escuchado ciertas voces lamentando las deficiencias de la iglesia y abogando por un renacimiento del cristianismo práctico y devoto. Entre ellos se encontraban el místico cristiano Jakob Böhme (Behmen); Johann Arndt, cuya obra, "El cristianismo verdadero", se hizo ampliamente conocida y apreciada; Heinrich Müller, quien describió la pila bautismal, el púlpito, el confesionario y el altar como "los cuatro ídolos mudos de la Iglesia Luterana"; el teólogo Johann Valentin Andrea, capellán de la corte del Landgrave de Hesse; Schuppius, quien buscaba restaurar la Biblia a su lugar en el púlpito; y Theophilus Grossgebauer (fallecido en 1661) de Rostock, quien desde su púlpito y mediante sus escritos levantó lo que él llamó "el grito de alarma de un centinela en Sion"

## Fundadores

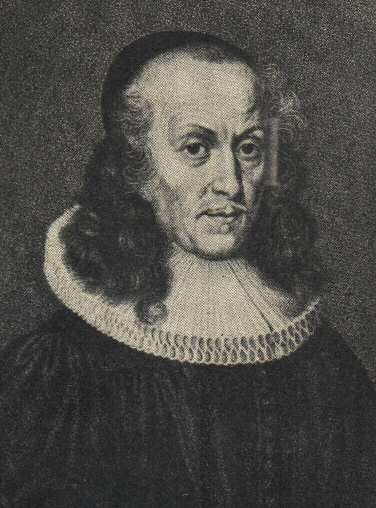
(1635–1705), el "Padre del Pietismo", es considerado el fundador del movimiento.

El origen directo del movimiento fue Philipp Spener. Nacido en Rappoltsweiler en Alsacia, ahora en Francia, el 13 de enero de 1635, entrenado por una madrina devota que utilizaba libros de devoción como el "Verdadero Cristianismo" de Arndt, Spener estaba convencido de la necesidad de una reforma moral y religiosa dentro del luteranismo alemán. Estudió teología en Estrasburgo, donde los profesores en ese momento (y especialmente Sebastian Schmidt) estaban más inclinados al cristianismo "práctico" que a la disputa teológica. Después pasó un año en Ginebra, donde fue poderosamente influenciado por la estricta vida moral y la rígida disciplina eclesiástica predominante allí, así como por la predicación y la piedad del profesor valdense Antoine Leger y el predicador jesuita convertido Jean de Labadie.
Durante una estancia en Tübingen, Spener leyó el "Grito de Alarma" de Grossgebauer, y en 1666 asumió su primer cargo pastoral en Frankfurt con la profunda opinión de que la vida cristiana dentro del luteranismo evangélico estaba siendo sacrificada en favor de la ortodoxia luterana rígida. El pietismo, como movimiento distinto en la Iglesia alemana, comenzó con reuniones religiosas en la casa de Spener (collegia pietatis), donde él repetía sus sermones, explicaba pasajes del Nuevo Testamento e inducía a los presentes a participar en conversaciones sobre cuestiones religiosas. En 1675, Spener publicó su "Pía Desideria" o "Deseo Sincero de una Reforma de la Verdadera Iglesia Evangélica", el título dio origen al término "pietistas". Originalmente, este era un término peyorativo dado por los enemigos del movimiento como una forma de burla, similar a "Metodistas" un poco más tarde en Inglaterra.
En "Pía Desideria", Spener hizo seis propuestas como los mejores medios para restaurar la vida de la iglesia:
1. El estudio serio y profundo de la Biblia en reuniones privadas, ecclesiolae in ecclesia ("pequeñas iglesias dentro de la iglesia").
2. Siendo el sacerdocio cristiano universal, los laicos deberían compartir en el gobierno espiritual de la iglesia.
3. Un conocimiento del cristianismo debe ir acompañado de su práctica como su signo y complemento indispensable.
4. En lugar de ataques meramente didácticos, y a menudo amargos, a los heterodoxos e incrédulos, un tratamiento comprensivo y amable de ellos.
5. Una reorganización de la formación teológica de las universidades, dándole más prominencia a la vida devocional.
6. Un estilo de predicación diferente, es decir, en lugar de una retórica agradable, la implantación del cristianismo en el hombre interior o nuevo, cuya alma es la fe, y cuyos efectos son los frutos de la vida.

Este trabajo produjo una gran impresión en toda Alemania. Mientras que gran número de teólogos y pastores luteranos ortodoxos se sintieron profundamente ofendidos por el libro de Spener, muchos otros pastores adoptaron inmediatamente las propuestas de Spener.

## Líderes iniciales
En 1686, Spener aceptó un cargo como capellán de la corte en Dresde, lo que le abrió un campo de labor más amplio aunque más difícil. En Leipzig, bajo su influencia se formó una sociedad de jóvenes teólogos para el estudio erudito y la aplicación devota de la Biblia. Tres magistrados pertenecientes a esa sociedad, uno de los cuales era August Hermann Francke, posteriormente el fundador del famoso orfanato en Halle (1695), comenzaron cursos de conferencias expositivas sobre las Escrituras de carácter práctico y devocional, y en lengua alemana, que fueron asiduamente frecuentadas tanto por estudiantes como por habitantes de la ciudad. Las conferencias despertaron la antipatía de los otros teólogos y pastores de Leipzig, y Francke y sus amigos abandonaron la ciudad, y con la ayuda de Christian Thomasius y Spener fundaron la nueva Universidad de Halle. Las cátedras teológicas en la nueva universidad se llenaron en completa conformidad con las propuestas de Spener. La principal diferencia entre la nueva escuela luterana pietista y los luteranos ortodoxos surgió de la concepción de los pietistas de que el cristianismo consistía principalmente en un cambio de corazón y en la consiguiente santidad de vida. Los luteranos ortodoxos rechazaron este punto de vista como una simplificación grosera, haciendo hincapié en la necesidad de la iglesia y de sólidos fundamentos teológicos.
Spener murió en 1705, pero el movimiento, guiado por Francke desde Halle, se extendió por toda Alemania central y del norte. Entre sus mayores logros, aparte de las instituciones filantrópicas fundadas en Halle, se encontraban el renacimiento de la Iglesia Morava en 1727 por el Conde von Zinzendorf, antes alumno en la Escuela para Jóvenes Nobles de Francke en Halle, y el establecimiento de misiones protestantes. En particular, Bartholomäus Ziegenbalg (10 de julio de 1682 - 23 de febrero de 1719) se convirtió en el primer misionero pietista en la India.
Spener enfatizó la necesidad de un nuevo nacimiento y la separación de los cristianos del mundo (ver Ascetismo). Muchos pietistas mantenían que el nuevo nacimiento siempre debía ser precedido por agonías de arrepentimiento, y que solo un teólogo regenerado podía enseñar teología. Toda la escuela evitaba todos los placeres mundanos comunes, como el baile, el teatro y los juegos públicos. Algunos creen que esto condujo a una nueva forma de justificación por obras. Sus ecclesiolae in ecclesia también debilitaron el poder y el significado de la organización eclesiástica. Estas actitudes pietistas provocaron un contra-movimiento a principios del siglo XVIII; uno de los líderes fue Valentin Ernst Löscher, superintendente en Dresde.

## Reacción de las autoridades religiosas
Las autoridades dentro de las iglesias respaldadas por el estado se mostraron suspicaces ante la doctrina pietista, que a menudo veían como un peligro social, ya que "parecía generar un exceso de fervor evangélico y perturbar la tranquilidad pública o promover un misticismo tan nebuloso que obscurecía los imperativos de la moralidad. Un movimiento que cultivaba el sentimiento religioso casi como un fin en sí mismo". Mientras que algunos pietistas (como Francis Magny) sostenían que "el misticismo y la ley moral iban de la mano", para otros (como su pupila Françoise-Louise de la Tour) "el misticismo pietista hacía menos por reforzar la ley moral que por ocupar su lugar... el principio de 'guiarse por la luz interior' a menudo era una señal para seguir los sentimientos internos más intensos... la supremacía del sentimiento sobre la razón". Las autoridades religiosas podían ejercer presión sobre los pietistas, como cuando llevaron a algunos seguidores de Magny ante el consistorio local para responder preguntas sobre sus opiniones heterodoxas, o cuando desterraron a Magny de Vevey por heterodoxia en 1713. Del mismo modo, el pietismo desafió la ortodoxia a través de nuevos medios y formatos: las revistas periódicas ganaron importancia frente a los antiguos pasquines y tesis únicas, las disputas tradicionales fueron reemplazadas por debates competitivos, que intentaban obtener nuevos conocimientos en lugar de defender la erudición ortodoxa.